# International Journal of Hydrogen Energy
International Journal of Hydrogen Energy is een internationaal, aan collegiale toetsing onderworpen wetenschappelijk tijdschrift over het gebruik van waterstof als drager van energie. De naam wordt in literatuurverwijzingen meestal afgekort tot Int. J. Hydrogen Energ. Het wordt uitgegeven door Elsevier namens de International Association for Hydrogen Energy en verschijnt maandelijks. Het eerste nummer verscheen in 1976.